# Wishek
Wishek es una ciudad ubicada en el condado de McIntosh en el estado estadounidense de Dakota del Norte. En el censo de 2010 tenía una población de 1002 habitantes y una densidad poblacional de 266,26 personas por km².

## Geografía
Wishek se encuentra ubicada en las coordenadas 46°15′20″N 99°33′16″O / 46.25556, -99.55444. Según la Oficina del Censo de los Estados Unidos, Wishek tiene una superficie total de 3.76 km², de la cual 3.74 km² corresponden a tierra firme y (0.62 %) 0.02 km² es agua.

## Demografía
Según el censo de 2010, había 1002 personas residiendo en Wishek. La densidad de población era de 266,26 hab./km². De los 1002 habitantes, Wishek estaba compuesto por el 98.3 % blancos, el 0 % eran afroamericanos, el 0.9 % eran amerindios, el 0.1 % eran asiáticos, el 0 % eran isleños del Pacífico, el 0.4 % eran de otras razas y el 0.3 % pertenecían a dos o más razas. Del total de la población el 3.09 % eran hispanos o latinos de cualquier raza.